# Crassivesica brocha
Crassivesica brocha är en fjärilsart som beskrevs av Morrison 1875. Crassivesica brocha ingår i släktet Crassivesica och familjen nattflyn. Inga underarter finns listade i Catalogue of Life.